# Idea kühni
Idea kühni är en fjärilsart som beskrevs av Johannes Karl Max Röber 1887. Idea kühni ingår i släktet Idea och familjen praktfjärilar. Inga underarter finns listade i Catalogue of Life.